# Tifón

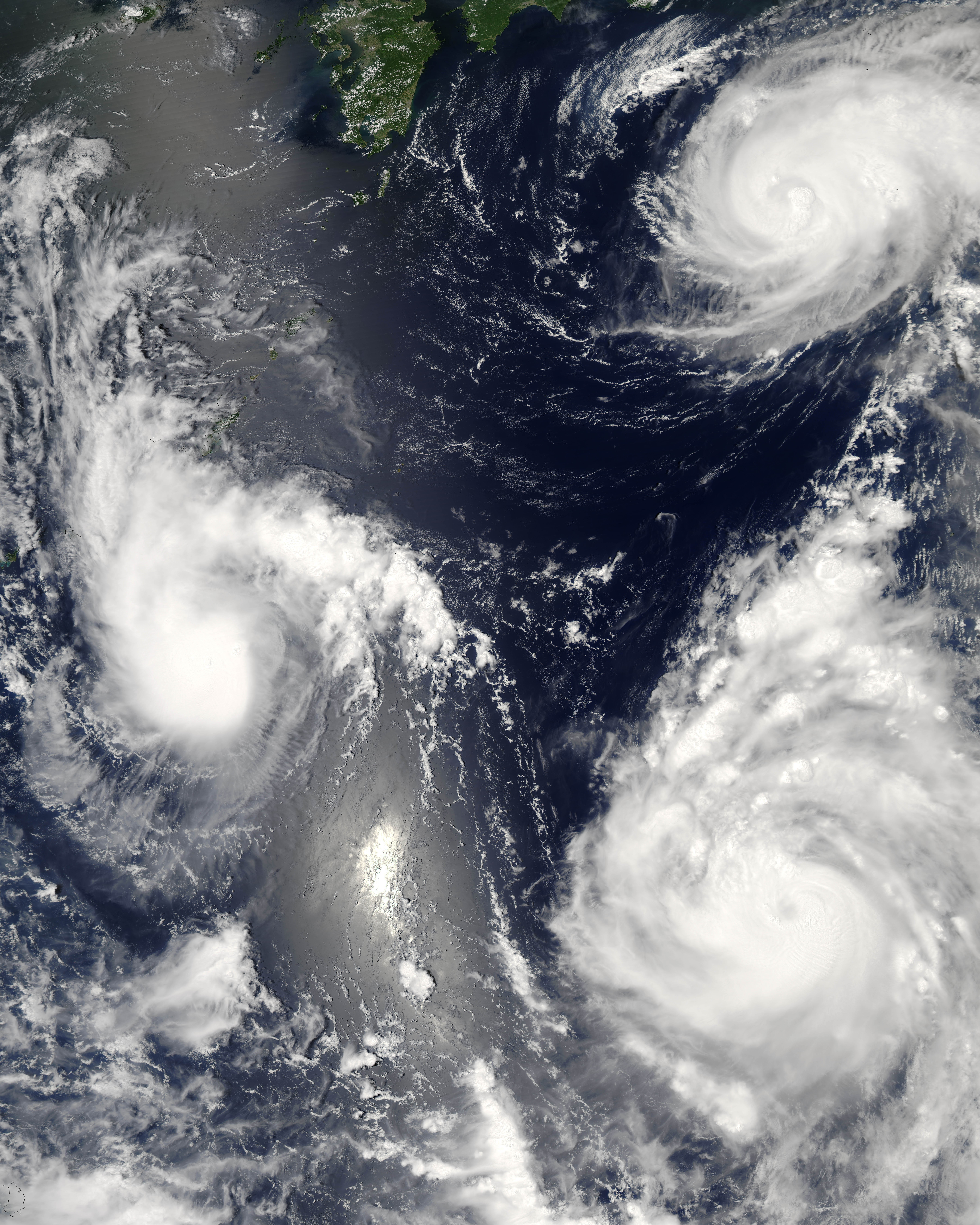
Tres diferentes ciclones tropicales girando sobre el océano Pacífico occidental el 7 de agosto de 2006 (Maria, Bopha, Saomai.). El ciclón ubicado abajo a la derecha se ha intensificado a un tifón.

Un tifón, también llamado un baguio en la variante castellana de Filipinas, en es un ciclón tropical maduro  que se desarrolla entre las longitudes 180° y 100°E en el Hemisferio norte. A esta región se le llama Cuenca del Pacífico noroccidental, y es la cuenca de ciclones tropicales más activa en la Tierra, cuenta con casi un tercio de los ciclones tropicales anuales del mundo. Para propósitos organizativos, el océano Pacífico norte está dividido en tres regiones: la oriental (América del Norte a 140°O), central (140°O a 180°), y occidental (180° a 100°E). El Centro Meteorológico Especializado Regional (RSMC por sus siglas en inglés) de Japón nombra a cada sistema, a partir de una lista de nombres que está coordinada entre 18 países que tienen territorios amenazados por tifones.
Un tifón difiere de un ciclón o huracán solo en la ubicación. Un huracán es una tormenta  que ocurre en el Océano Atlántico u océano Pacífico nororiental, un tifón ocurre en el océano Pacífico noroccidental, y un ciclón tropical ocurre en el del Pacífico sur u océano Índico.
La palabra tifón procede del chino 台風 (颱風) [taifū], que quiere decir ‘el gran viento’, ‘el viento grande’ o ‘el viento fuerte’. 
Dentro del Pacífico noroccidental no hay estaciones oficiales de tifones dado que los ciclones tropicales se forman durante todo el año. Como cualquier ciclón tropical, hay seis requisitos principales para la formación y desarrollo de un tifón: temperaturas de superficie de mar suficientemente calientes, inestabilidad atmosférica, alta humedad entre los niveles bajo y medio de la troposfera, bastante fuerza Coriolis para desarrollar un centro de presión bajo, un área de menor presión relativa o perturbación preexistente, y cortante de viento vertical bajo. Mientras la mayoría de las tormentas se forman entre junio y noviembre, unas cuantas tormentas ocurren entre diciembre y mayo (a pesar de que la formación de ciclones tropicales es mínimo durante ese periodo). En promedio, el Pacífico noroccidental presenta ciclones tropicales más numerosos e intensos a nivel global. Como otras cuencas, son dirigidos por la cresta subtropical hacia el del oeste o noroeste, con algunos sistemas desviándose al estar cerca del este de Japón. Algunos de los tifones más mortíferos en historia han golpeado China. El sur de China tiene el registro más largo de impactos de tifón en la región, con información de más de mil años mediante documentos en sus archivos. Taiwán ha recibido el tifón más húmedo registrado para el Pacífico noroccidental.

## Nomenclatura

### Etimología y uso
El término tifón es el nombre regional  en el Pacífico noroccidental para un ciclón tropical severo (o maduro), mientras que huracán es el término regional  en el Pacífico nororiental y el Atlántico norte. En cualquier otro lugar a esto se le llama ciclón tropical, ciclón tropical severo, o tormenta ciclónica severa.
El diccionario de inglés Oxford cita el Urdu ṭūfān y chino tai fung originan varias formas tempranas de la palabra Typhoon en inglés. Las formas más tempranas -- "touffon", más tarde "tufan", "tuffon", y otros -- derivan de Urdu ṭūfān, con citas tan antiguas como 1588.  Desde 1699 aparece "tuffoon", más tarde "tiffoon", derivado de chino con pronunciación influenciada por las formas más antiguas derivadas del Urdu.
La palabra original en Urdu توفان ṭūfān ("tormenta violenta"); cognado del hindi तूफ़ान (tūfān) proviene el persa tūfān (en persa: توفیدن/طوفیدن‎: توفان/طوفان) que significa "tormenta" qué a su vez proviene el verbo tūfīdan (en persa: توفیدن/طوفیدن‎: توفیدن/طوفیدن) que significa "rugir, soplar furiosamente". La palabra طوفان (ṭūfān) es también derivada del árabe, proviniendo ṭāfa "Girar".en persa: توفان/طوفان‎en persa: توفیدن/طوفیدن‎en persa: توفیدن/طوفیدن‎[cita requerida]
La fuente china es la palabra  tai fung o taifeng (en chino tradicional, 颱風; en chino simplificado, 台风; pinyin, táifēng: en chino tradicional, 颱風; en chino simplificado, 台风; pinyin, táifēng; en chino tradicional, 颱風; en chino simplificado, 台风; pinyin, táifēng: en chino tradicional, 颱風; en chino simplificado, 台风; pinyin, táifēng; en chino tradicional, 颱風; en chino simplificado, 台风; pinyin, táifēng: táifēng).   La palabra japonesa moderna, 台風 (たいふう, taifuu), es también derivado de chino.  El primer carácter es normalmente utilizado para significar "pedestal" o "plataforma", pero de hecho es una simplificación del carácter chino más viejo 颱, el cual significa "tifón"; por ello la palabra originalmente significa "viento de tifón".
El griego Antiguo Τυφῶν (Typhôn, "Typhon") no está desconectada y ha contaminado la palabra. El término persa originalmente puede haber sido influido por la palabra griega.
En la mitología griega, Tifón es el nombre de un gigante alado, hijo de Gea y Tártaro, que podía provocar huracanes con el batir de sus alas.

### Clasificaciones de intensidad
Una depresión tropical es la categoría más baja que la Agencia Meteorológica de Japón usa y es el término utilizado para un sistema tropical que tiene velocidades del viento que no superan los 33 nudos (38 mph; 61 km/h). Una depresión tropical es ascendida a tormenta tropical cuando tiene velocidad de viento sostenido que supera los 34 nudos (39 mph; 63 km/h). Las tormentas tropicales también reciben nombres oficiales del RSMC. Si la tormenta intensifica aún más y logra velocidades de viento sostenido de 48 nudos (55 mph; 89 km/h) entonces  será clasificado como tormenta tropical severa. Una vez el que el máximo de velocidades de viento sostenido en el sistema alcanza los 64 nudos (74 mph; 119 km/h), la agencia meteorológica de Japón designará el ciclón tropical como tifón, la categoría más alta en su escala.
Desde 2009 el Observatorio de Hong Kong empezó a dividir tifones a tres clasificaciones diferentes: tifón, tifón severo y super tifón. Un tifón tiene velocidad del viento de 64 a 79 nudos (73 a 91 mph; 118 a 149 km/h), un tifón severo tiene vientos de al menos 80 nudos (92 mph; 150 km/h), y un súper tifón tiene vientos de al menos 100 nudos (120 mph; 190 km/h). El Centro Conjunto de Advertencia de Tifones (JTWC por sus siglas en inglés) extraoficialmente clasifica como súper tifones a los tifones con velocidades del viento de al menos 130 nudos (67 m/s; 150 mph; 241 km/h), el equivalente a una fuerte tormenta Categoría 4 en la escala Saffir-Simpson. Aun así, las mediciones de velocidad del viento sostenidas máximas que el JTWC usa están basados en promediar un periodo de 1 minuto, como el Centro Nacional de Huracanes y Centro de Huracanes del Pacífico Central. Como resultado, los reportes de vientos del JTWC son más altos que las mediciones de la Agencia Meteorológica de Japón, cuyas mediciones están basadas en promediar intervalos de 10 minutos.